# Shelby Lancer
Shelby Lancer – samochód osobowy klasy średniej produkowany pod amerykańską marką Shelby w latach 1987–1989.

## Historia i opis modelu

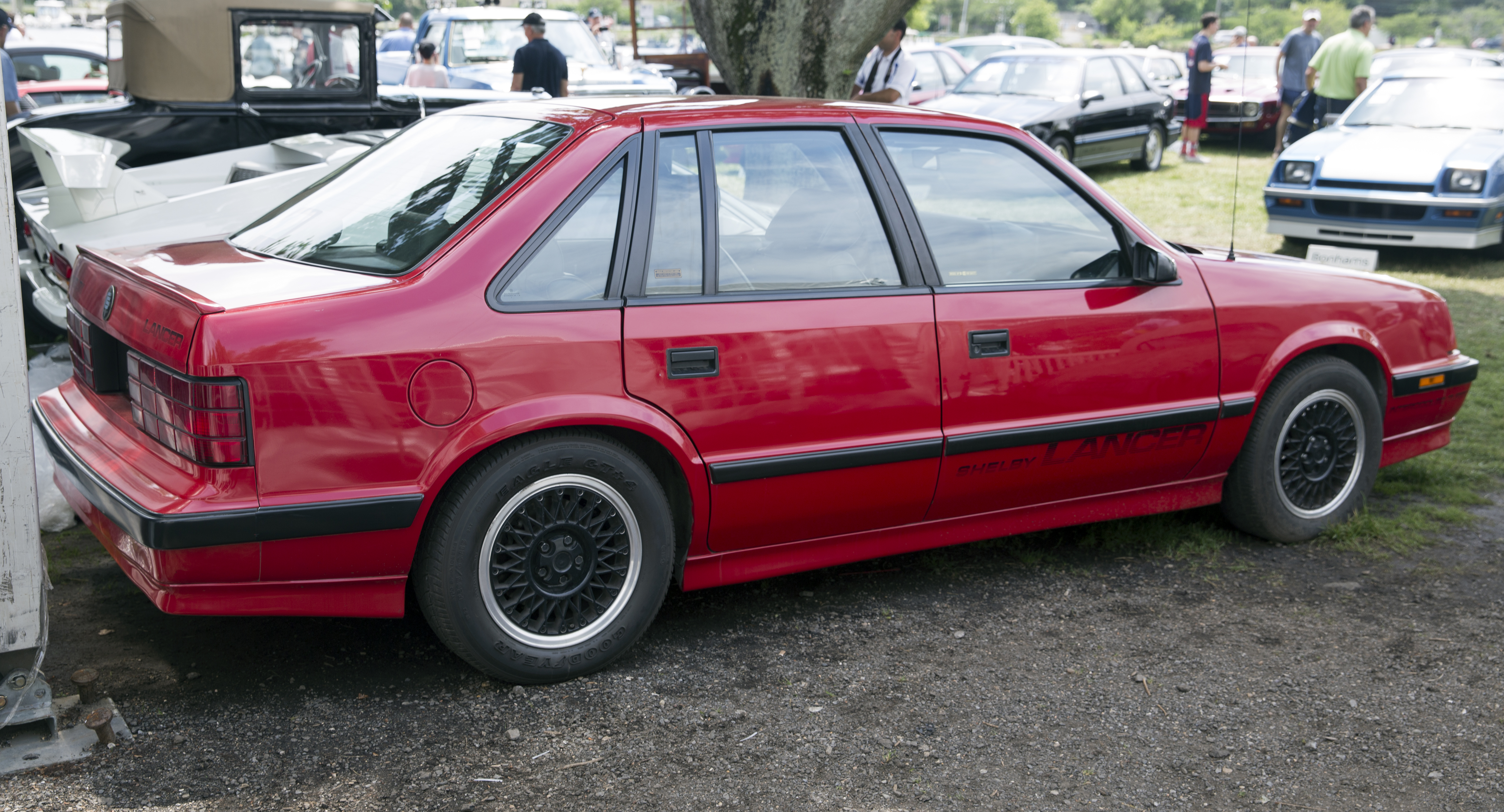
Shelby Lancer – tył

W ramach nawiązanej w połowie lat 80. XX wieku współpracy między przedsiębiorstwem Carrolla Shelby a koncernem Chrysler, zlokalizowane wówczas w Kalifornii Shelby American opracowało topowy, sportowy wariant średniej wielkości liftbacka Dodge'a Lancera, w efekcie powstał model Shelby Lancer.

### Stylistyka
Od bazowego modelu Dodge'a, Shelby Lancer odróżniał się czerwonym malowaniem nadwozia, sportowym ogumieniem, czarnymi wkładami alufelg, dodatkowymi spojlerami, zmodyfikowanymi wlotami powietrza i oznaczeniami Shelby.

### Silnik
- L4 2.2l Turbo